# Darby & Tarlton
El dúo Darby & Tarlton fue un grupo de hillbilly y country blues de gran éxito entre 1927 y 1935. Fueron autores de algunos de los temas más clásicos del country.
Estaba integrado por el guitarrista y cantante, Tom Darby , nacido en 1884, de ascendencia cherokee, y fallecido en 1971; y por el también cantante y guitarrista steel, Jimmie Tarlton, nacido en 1892 y fallecido en 1979. Este último fue alumno del guitarrista hawaiano Frank Ferera y desarrolló un estilo cargado de blues, hasta el punto de que se creyó, durante mucho tiempo, que era negro hasta que, ya en los años 1960, fue redescubierto.
Grabaron un gran número de discos, recopilados por el sello Bear Family.